# (27) Euterpe
(27) Euterpe es un asteroide que forma parte del cinturón de asteroides y fue descubierto el 8 de noviembre de 1853 por John Russell Hind desde el observatorio George Bishop de Londres, Reino Unido. Está nombrado por Euterpe, una diosecilla de la mitología griega.

## Características orbitales
Euterpe está situado a una distancia media de 2,347 ua del Sol, pudiendo alejarse hasta 2,751 ua y acercarse hasta 1,943 ua. Tiene una excentricidad de 0,1723 y una inclinación orbital de 1,584°. Emplea en completar una órbita alrededor del Sol 1313 días.